# Logge di Raffaello

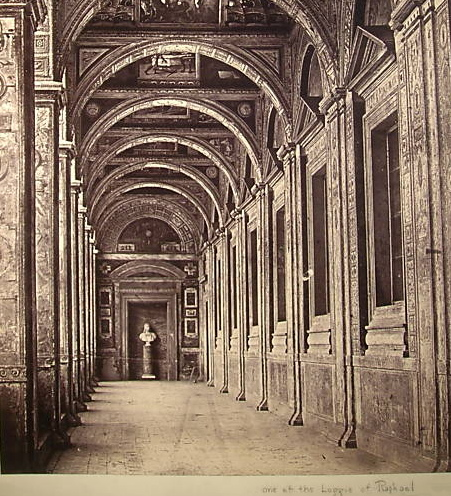
La Loggia di Raffaello al secondo piano (foto storica)

La Loggetta del cardinal Bibbiena al terzo piano

Il complesso delle Logge di Raffaello comprende tre ambienti su altrettanti piani del Palazzo Apostolico, nella Città del Vaticano, affrescate su disegno di Raffaello dalla sua bottega. Si affacciano sul Cortile di San Damaso.

## Storia e descrizione
Le Logge vennero progettate da Bramante come prospetto per l'antico palazzo di Niccolò III, su desiderio di Giulio II con prosecuzione dei lavori sotto Leone X, e la soprintendenza di Raffaello dopo la morte dell'architetto. La decorazione, a stucco e a fresco, venne affidata a Raffaello e alla sua bottega, in quel periodo attiva anche nelle Stanze Vaticane.
La prima loggia a venire decorata, nel 1518-1519, fu proprio quella al secondo piano, poiché confinante con l'appartamento papale. Si tratta di una lunga galleria (65 metri, per una larghezza di circa 4), in cui lavorarono i vari allievi del Sanzio, talvolta su disegno del maestro, che a quell'epoca era impegnatissimo col cantiere della basilica di San Pietro e altre vaste imprese. La Loggia confina, sul lato opposto a quello del cortile, con la Sala di Costantino e la Sala dei Palafrenieri. 
Il secondo ambiente a venire decorato, negli stessi anni, è la cosiddetta Prima Loggia, al piano nobile, dove però gli affreschi raffaelleschi, tra l'altro pare interamente della bottega e di scarsa qualità, già molto compromessi vennero sostituiti da una nuova decorazione nella seconda metà dell'Ottocento.
L'ultima loggia, al terzo piano, fu decorata dopo il 1550 da Giovanni da Udine, allievo di Raffaello; è affiancata da un ambiente più piccolo, la cosiddetta Loggetta del cardinal Bibbiena, affacciata sul Cortile del Maresciallo e vicina agli appartamenti del cardinale Bernardo Dovizi da Bibbiena. In questo ambiente, databile al 1519, sopravvivono raffinate grottesche della scuola di Raffaello.